# Anna Nordbeck
Anna Nordbeck, född omkring 1991, är en svensk journalist som tilldelades Stora journalistpriset 2017.

## Biografi
Nordbeck är uppvuxen i Halmstad, är journalist och arbetar (2021) på SVT:s Dokument inifrån.
Nordbeck tilldelades 2017 Stora journalistpriset i kategorin Årets Avslöjande för reportaget "Fallet Kevin" i SVT:s Dokument inifrån. Juryns motivering var "Genom nitiskt detektivarbete hittade de ett borttappat alibi, aldrig visade förhör och avslöjade en 19 år gammal polisiär sanning som falsk i ett berättande i världsklass." Reportaget tilldelades 2018 även utmärkelsen Guldspaden.
Nordbeck blev 2020 uppmärksammad för SVT:s dokumentärserie Vaccinkrigarna, där hon tillsammans med Malin Olofsson under mer än ett och ett halvt år infiltrerat antivaccinrörelsen i Norden och USA. Nordbeck angav att målsättningen var att visa en heltäckande bild av antivaccinrörelsen, och beskrev arbetet som "en tidskrävande, svår och utmanande dokumentär att göra". Expressen beskrev reportaget som en "välgjord dokumentär" som tar med tittarna till "ett kaninhål av desinformation".